# Malinowy chruśniak
Malinowy chruśniak – pierwszy singel polskiej piosenkarki Darii Zawiałow z jej debiutanckiego solowego albumu studyjnego, zatytułowanego A kysz!. Singel został wydany 15 marca 2016.
Nagranie otrzymało w Polsce status platynowego singla, przekraczając liczbę 20 tysięcy sprzedanych kopii.

## Geneza utworu i historia wydania
Utwór napisali i skomponowali Daria Zawiałow, Michał Kusz i Piotr Rubik
Piosenka została umieszczona na debiutanckim albumie studyjnym Zawiałow – A kysz!.

## Teledysk
Do utworu powstał teledysk w reżyserii Doroty Piskor, który udostępniono 3 czerwca 2016 za pośrednictwem serwisu YouTube.

## Certyfikaty
| Kraj          | Certyfikat      | Sprzedaż |
| ------------- | --------------- | -------- |
| Polska (ZPAV) | platynowa płyta | 20 000+  |